# Игит Йозшенер
Ийт Йо̀зшенѐр , собственото име се произнася на турски най-близко до Йит) е турски актьор.

## Биография
Игѝт Йо̀зшенѐр е роден на 6 април 1972 г. в Измир, Турция. Завършва техническият университет „Йълдъз“, специалност електроника и комуникационна техника. От 1997 до 1999 г. учи в университета „Коч“. На 22 години започва обучение по актьорско майсторство в Şahika Tekand Студио. По време на обучението играе в театрални постановки и участва в театрални фестивали в България, Северна Македония и Гърция.
Той е типичен театрален актьор, независимо че вече 8 години има много успешни роли във филми и сериали, а участието му в сериала Мелодията на сърцето му носи място сред най-добрите актьори. Други известни сериали, в които е участвал са „Езел“ и „Край или начало“ (по-известни в България). От 2001 г. е един от основателите на Обществен Театър „Магазин“, където и играе.

## Награди
2003 г. Лос Анджелис – Международен фестивал – филм Crude (Суров) и в Сиатъл – САЩ – Международен филмов фестивал – Специална награда на журито.